# Вольрад Шаумбург-Ліппський
Ернст Вольрад Шаумбург-Ліппський (нім. Ernst Wolrad Fürst zu Schaumburg-Lippe; 19 квітня 1887, Штадтгаген — 15 червня 1962, Ганновер) — німецький князь, глава княжого дому Шаумбург-Ліппе (26 березня 1936 — 15 червня 1962).

## Біографія
Четвертий син Георга, князя Шаумбург-Ліппського (1846-1911), і його дружини, принцеси Марії Анни Саксен-Альтенбурзької (1864-1918). 15 квітня 1925 року в Зімбах-ам-Інн одружився зі своєю троюрідною сестрою, принцесою Батільдою Шаумбург-Ліппською (11 листопада 1903 — 29 червня 1983), єдиною дочкою принца Альбрехта Шаумбург-Ліппського (1869—1942) і герцогині Ельзи Вюртемберзькою (1876—1936). У них було четверо дітей.
26 березня 1936 роки після загибелі в авіакатастрофі в Мексиці свого старшого брата, князя Адольфа II (1883-1936), Вольрад став главою княжого дому Шаумбург-Ліппе.
У 1936 році Вольрад Шаумбург-Ліппе вступив до лав НСДАП, з 1937 року — штурмфюрер СА. У 1949 році під час денацифікації князь Вольрад Шаумбург-Ліппський був віднесений до четвертої категорії (співучасник нацизму).
Резиденцією князя Вольрад був замок Гагенбург (літня резиденція княжого роду) на березі озера Штайнхудер. У володінні князівської родини ще до Другої світової війни перебували сірчані і грязьові джерела в Бад-Айльзеіе (район Шаумбург), де лікувалися хворі з подагрою, ревматичними і метаболічними захворюваннями. З 1941 по 1945 рік джерела Бад-Айльзена перебував у віданні Люфтваффе, в 1945-1955 роках ними володіли ВПС Великої Британії. У 1955 році князь Вольрад Шаумбург-Ліппе отримав назад лікувальні джерела, які продав в 1957 році оздоровчому центру Kurpark.
15 червня 1962 року 75-річний князь Вольрад Шаумбург-Ліппе помер в Ганновері. Його титул успадкував другий син, Філіп-Ернст, голова дому Шаумбург-Ліппе в 1962-2003 роках.

## Родина
Дружинаг —  Батільда Шаумбург-Ліппська (11 листопада 1903 — 29 червня 1983)
Діти:
- Адольф Фрідріх Георг-Вільгельм Вольрад Ганс Вернер, наслідний принц Шаумбург-Ліппе (26 січня 1926, Гагенбург — 29 квітень 1945, Нессіге)
- Фрідріх Август Філіп-Ернст Вольрад, князь Шаумбург-Ліппе (26 липня 1928, Гагенбург — 28 серпня 2003, Бюккеберг), одружений з 1955 року з баронесою Євою-Беніті фон Тіле-Вінклер (1927—2013)
- Костянтин Карл-Едуард Ернст Август Стефан Олександр, принц Шаумбург-Ліппе (22 грудня 1930, Гагенбург — 16 квітня 2008), 1-а дружина з 1956 року Зігрід Кнап (1929—1997), 2-а дружина з 1998 року Петра Маасс (1951)
- Ельза Вікторія Луїза Марія Барбара Єлизавета Батильда Віра, принцеса Шаумбург-Ліппе (31 липня 1940, Гагенбург), 1-й чоловік з 1966 року Карл Георг, граф Штакельберг (1913—1980), 2-й чоловік з 1983 року Юрген фон Герне (1908—2001)

## Нагороди
- Залізний хрест 2-го класу
- Почесний хрест ветерана війни з мечами
- Медаль «За вислугу років у НСДАП» в бронзі та сріблі (15 років)
- Почесний громадянин громади Гагенбург

## Вшанування пам'яті
В громаді Вельпінггаузен є вулиця князя Вольрада (Fürst-Wolrad-Straße).